# 马罗山·捷尔吉
马罗山·捷尔吉（1908年—1992年），男，匈牙利社会主义革命者、政治人物。早年积极参加反法西斯运动，多次被捕。后进入匈牙利社会主义工人党中央政治局高层，1957年至1962年是匈牙利仅次于卡达尔的二号人物。

## 生平

### 左翼革命家
1908年生于匈牙利王国比豪尔县霍苏帕伊。父亲是希腊天主教教堂风琴手。1917年被送往德布勒森的孤儿院。早年当过食品工人。1923年开始参加勞工運動。1926年搬入布达佩斯。1927年加入匈牙利社会民主党。1939年任匈牙利食品工人全国联合会总书记，1943年升任主席。1941年进入社会民主党中央高层。1942年创立“尤若夫·阿蒂拉纪念协会”。期间积极参加反法西斯运动，多次被捕。1944年3月纳粹德国占领匈牙利后再次被捕，关押在瑙吉考尼饒集中营。
1945年2月，匈牙利王国的法西斯政权投降。同年8月，马罗山当选匈牙利社会民主党全国书记，1947年2月任副总书记。1945年当选为国民议会代表。1948年6月在匈牙利共产党-社会民主党统一代表大会（匈牙利共产党第四次全国代表大会）上当选为两党合并后新成立的匈牙利劳动人民党中央委员，副总书记（排名第三）。1948年8月至1949年7月担任匈牙利劳动人民党布达佩斯市委第一书记。1949年7月至1950年8月担任匈牙利人民共和国政府轻工业部长。

### 入狱
1950年7月，马罗山在拉科西教条主义和宗派主义路线统治下的政治大清洗中被国家安全机构逮捕。他先被判处死刑，后改判为无期徒刑。1956年3月，在苏联共产党的干涉下获释出狱，并恢复名誉。他后来回忆说：“是苏共第二十次代表大会的精神挽救了我。”
1956年7月在匈牙利劳动人民党中央委员会全体会议上重新当选为匈牙利劳动人民党中央委员、中央政治局委员，并任匈牙利人民共和国部长会议副主席。

### 政治巅峰
1956年10月23日，布达佩斯发生革命。在苏军介入后，11月初成立了以卡达尔·亚诺什为总理的“工农革命政府”。马罗山出任国务部长。
1957年1月10日，他作为匈牙利代表，参加了在莫斯科举行的“匈中苏三国党和政府代表会谈”。
1957年2月26日，他在匈牙利社会主义工人党临时中央委员会全体会议上当选执行委员会书记处书记。同年4月开始担任布达佩斯市党委临时委员会主席，后改称匈牙利社会主义工人党布达佩斯市委第一书记。1957年9月27日作为匈牙利政府代表团团员跟随代表团抵达北京访问。
1959年12月，在匈牙利社会主义工人党第七次代表大会中连任中央政治局委员，中央书记处书记（排名第二）。1960年1月15日，在主席团会议中被免去国务部长的职务。1月28日至30日在国民议会会议中当选人民共和国主席团委员。
1962年10月，在匈牙利社会主义工人党中央委员会在10月扩大会议上被解除中央政治局委员和书记处书记的职务，并被开除出中央委员会，被强制退休。这是因为他开始反对卡达尔的个人崇拜政策，认为匈牙利又回到了“斯大林时代”。

### 晚年
1965年，他退出匈牙利社会主义工人党，此后主要从事文学写作，撰写回忆录。1972年重新入党。1980年代初期，他重新出现在公众视野中，偶尔接受采访活动。在1989年的东欧剧变中，马罗山反对改变匈牙利社会主义工人党的性质，反对将党改建为匈牙利社会党。1989年12月，他与一部分老党员重建了匈牙利社会主义工人党，并召开了“十四大”。他当选为名誉主席。

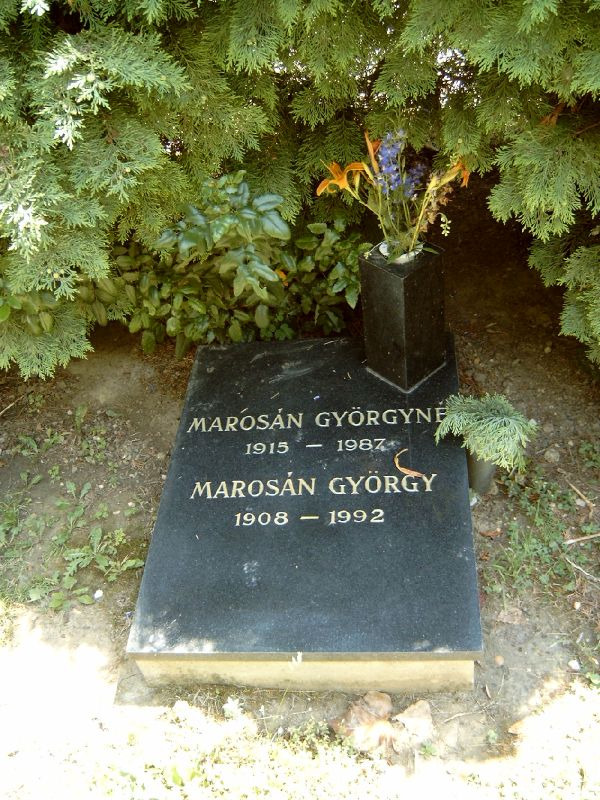
墓碑

1992年12月20日在布达佩斯去世。

## 荣誉
- 1948年：二级科苏特勋章。
- 1981年：工会全国理事会奖金。

## 作品
- 马罗山·久尔吉. . 人民日报. 1958年4月4日: 第5版.
- . 布达佩斯: 科苏特出版社. 1959年.